# Paweł Średziński
Paweł Średziński (ur. 1978) – publicysta, dziennikarz, autor książek poświęconych ludziom i przyrodzie.

## Życiorys
Kierownik działu edukacji  i komunikacji Fundacji Dziedzictwo Przyrodnicze. Prowadził internetowy Magazyn Poświęcony Przyrodzie natropie.tv. 
Publikuje m.in. w OKO.press i „Więzi". Pisze o przyrodzie, ludziach, pograniczu, Bliskim Wschodzie i Afryce. Jeden z bohaterów książki Marcina Dorocińskiego Na ratunek. Rozmowy o zwierzętach, naturze i przyszłości naszej planety. Laureat Stołka Roku „Gazety Wyborczej".

## Opublikował
- Syria. Przewodnik po kraju, którego nie ma, Paśny Buriat 2020, ISBN 978-83-955844-9-7
- Łoś. Opowieści o gapiszonach z krainy Biebrzy (wspólnie z Piotrem Dombrowskim), Paśny Buriat 2021, ISBN 978-83-961249-1-3
- Puszcza Knyszyńska. Opowieści o lesunach, zwierzętach i królewskim lesie, a także o tajemnicach w głębi lasu skrywanych, Paśny Buriat 2022, ISBN 978-83-965248-0-5
- Rzeki. Opowieści z Mezopotamii, krainy między Biebrzą i Narwią leżącej, Paśny Buriat 2023, ISBN 978-83-968741-0-8